# Eléazar Hakalir
Pour les articles homonymes, voir Kallir.
Eléazar Hakalir (hébreu: אלעזר הקליר Eleazar Haqalir) est un auteur de poésie liturgique juive ayant vécu en terre d'Israël à l'ère byzantine.
Auteur prolifique, il aurait composé plus de deux cents hymnes dont les plus connus sont le tikkoun hagueshem (hymne pour la pluie) et le tikkoun hatal (hymne pour la rosée), chantés respectivement à Pessa'h et à Chemini Atzeret.

## Éléments biographiques
Mentionné pour la première fois dans des écrits des IXe et Xe siècles, Eléazar Hakalir demeure pendant longtemps un personnage énigmatique, fortement populaire et, déjà, largement légendaire. Identifié par nombre de rabbins médiévaux à Eléazar le fils de Rabbi Shimon ber Yohaï ou à Eléazar ben Arakh (sur base de midrashim qui louent le talent poétique de ces docteurs), il devrait son nom et son savoir à l’ingestion de petits gâteaux (κολλύρα kollyra) aux propriétés mystiques et comportant des versets bibliques. On le dit aussi mort assassiné par son maître Yannaï qui, jaloux de son disciple, aurait placé un scorpion dans sa chaussure.
Tentant de situer le personnage, les érudits du judaïsme en font un natif de l’empire byzantin (le poète signant à trois reprises Kilir, Joseph Perles en déduit que le véritable nom de son père était Kiril), de Cagliari (dont le nom latin est Callir et dont l’appellation Civitas Portus évoque quelque peu Kiryat Sefer, d’où le poète indique écrire), de Babylonie (Kyriat Sefer étant identifiée à la ville de Sippara), de Grèce, de Syrie… 
L’étude des manuscrits de la Gueniza du Caire a depuis permis d’établir que Kalir était le nom ou surnom de son père et qu’il a vécu en Judée (si Kiryat Sefer correspond à la ville ainsi nommée dans la Bible) ou en Galilée (s’il s’agit d’un surnom pour Tibériade) avant la conquête musulmane. En effet, outre des arguments linguistiques, les mentions des souffrances infligées à Israël lors du « règne d’Édom » (c'est-à-dire de la chrétienté), abondent, alors qu'il n'y a pas la moindre allusion à « Ismaël ».
Certains suggèrent qu’Eléazar beirabbi Kalir a mené une vie d’errance, peut-être due au contexte politique troublé de l’époque, et que ses fréquents déplacements rendraient compte à la fois de l’ampleur et de la diffusion de son œuvre.

## Œuvres
On attribue à Eléazar Hakalir des centaines de poésies liturgiques de tous les types et pour toutes les occasions (kerovot pour la prière de l’office matinal du chabbat et des fêtes, shav'atot pour les offices supplémentaires des mêmes jours, yotzerot intercalés dans l’office du matin, hoshaanot récitées au cours de la fête de Souccot etc.). Il semble en outre être le premier auteur à avoir composé des kinot, complaintes pleurant les Temples de Jérusalem, qu’il rédige pour la plupart sur le modèle du Livre des Lamentations.
Son style, ultérieurement dénommé « kalirique », innove grandement par rapport à celui de ses prédécesseurs. Il affectionne comme Yannai l’usage de l’acrostiche et de l’ordre alphabétique mais il démontre en outre une recherche de la rime et d’une structure métrique, encore que peu développés par rapport à la poésie juive andalouse. Visant la concision des phrases, il recourt volontiers à l’allusion tirée des Talmuds, du Midrash ou de la littérature des Palais (Abraham est généralement appelé le « citoyen », Isaac le « ligoté » etc.), fait abondamment usage de termes rares voire de néologismes, mélange allègrement  hébreu biblique et mishnaïque, y mêle à l’occasion des éléments de judéo-araméen et de grec et prend de nombreuses libertés avec la grammaire (substitution du masculin au féminin, abréviation de formes nominales et verbales, construction de verbes à partir de substantifs et réciproquement, etc.).
Il en résulte un texte touffu et hermétique, bien qu’agréable à entendre et chanter.
S’il est adopté avec enthousiasme dans les rites romaniote et romain (« ancêtre » du rite ashkénaze), il est rejeté avec vigueur par les Juifs d’Al-Andalus qui se sont fait une spécialité de la philologie hébraïque. S’il fait des émules et influence même en partie les premiers écrits en prose (particulièrement chez les Karaïtes), il est vertement critiqué par Abraham ibn Ezra et, sur ses traces, les Juifs maskilites qui tentent, au XIXe siècle de faire revivre l’hébreu.
Cependant, la découverte des manuscrits de la Gueniza du Caire a démontré que le style kalirique ne se limite pas au « gravier d’Atz kotzatz » (l’expression est de Haïm Nahman Bialik) et qu'il permet même d’élucider en grande partie la constitution du lexique hébraïque moderne. Une partie de ce corpus a été éditée par Shulamit Elizur, dont les recherches ont également permis de distinguer Eléazar Hakalir d’un quasi-homonyme, Eléazar beirabbi Kilar avec lequel il était occasionnellement confondu.